# Hyacinthe Charles van der Fosse
Hyacinthe Charles Guillaume Ghislain van der Fosse (Mechelen, 2 oktober 1770 - Aken, 12 september 1834) was een hoger ambtenaar, onder meer burgemeester van Brussel en gouverneur in drie Nederlandse provincies.

## Familie
Jonkheer Hyacinthe van der Fosse behoorde tot de notabele familie Van der Fosse, afkomstig uit Frans-Vlaanderen en ingeburgerd in het Veurnse. Hij was een kleinzoon van Willem van der Fosse, pensionaris van de stad en de kasselrij Veurne, die in 1764 bevestiging van opname in de adelstand ontving. Hij was de zoon van Jean-Baptiste Nicolas van der Fosse, lid van de Grote Raad van Mechelen, en van Cathérine de Respani, die een afstammelinge was van Peter Paul Rubens. Hij was de broer van Alexandre François van der Fosse, gouverneur van Noord-Brabant en Antwerpen.
Van der Fosse was drie keer getrouwd:
- in 1794 met Henriette de Kerpen († 1795);
- in 1804 met Elisabeth de Beughem (1781-1809);
- in 1817 met Leopoldine Goubau (1791-1841), dochter van minister van staat Melchior Goubau d'Hovorst.

Hij had een dochter uit het eerste huwelijk, Justine (1795-1860), die ongehuwd bleef. Met haar stierf deze tak van de familie Van der Fosse uit.
In 1817 verkreeg hij adelserkenning en opname in de Ridderschap van de provincie Zuid-Brabant. In tegenstelling tot wat vaak is geschreven werd hij niet met de titel burggraaf vereerd. Dit gebeurde alleen met zijn oudere broer. Hij bleef gewoon jonkheer van der Fosse.

## Levensloop
Van der Fosse volgde een opleiding tot belastingambtenaar, waarna hij in 1815 directeur der Registratie en Domeinen werd. In 1817 volgde zijn benoeming tot burgemeester van Brussel, wat hij bleef tot 1820.
In 1821 volgde zijn benoeming tot gouverneur van West-Vlaanderen; in 1823 werd hij in dezelfde functie benoemd in Henegouwen. Van 1825 tot 1828 was hij administrateur der Directe Belastingen. In 1828 werd hij opnieuw gouverneur, nu van de provincie Zuid-Brabant. Deze functie bleef hij vervullen tot aan de afscheiding van België in 1830. Het Voorlopig Bewind verving hem door Pierre Van Meenen en van toen af was geen ambtelijke taak meer voor hem weggelegd.
Van der Fosse was van 1820 tot 1825 lid van de Raad van State.